# Balor
Balor, auch Balar ['balar], ist ein Held der frühmittelalterlichen keltischen Mythologie Irlands und der irischen Sage, der auch den Beinamen „vom bösen Auge“ führt. Balor ist wie auch Indech und Elatha eines der Kinder des Gottes Domnu und ein König des dämonischen Volkes der Fomori. Er hat, seit er als Jugendlicher heimlich die Druiden seines Vaters Buareinech beim Brauen eines giftigen Trankes beobachtete, nur noch ein Auge, welches aber geöffnet einen so schrecklichen und zerstörerischen Anblick bietet, dass jeder, der es anblickt, keinen Widerstand mehr leistet. Balor war jedoch so riesig, dass er sich kaum bewegen konnte und vier Fomoren sein Augenlid mit Hilfe eines Hakens anheben mussten.
Da er laut einer Prophezeiung seiner Gattin Cethlionn einstmals durch den Sohn seiner Tochter Ethniu fallen sollte, sperrte er diese in seinem Turm Dún Bhaloir auf Toraigh ein. Doch nachdem Balor in veränderter Gestalt die magische Kuh des jungen Tuatha-de-Danann-Zaubersängers und Druiden Cian stahl, drang dieser in Verkleidung in Ethnius Gefängnis ein und zeugte mit ihr einen Sohn: den späteren Sonnengott Lugh, den die Druidin Birog vor der Ermordung durch Balor schützt.
In der zweiten Schlacht von Mag Tuired wurde Balor schließlich getreu der Prophezeiung von seinem Enkel Lugh besiegt, welcher Balor mit einer Steinschleuder oder einem Speer das Auge aus dem Kopf schoss, so dass sein böser Blick die eigenen Reihen vernichtete.
Balor wird oftmals als Totengott oder auch als Verkörperung einer zerstörerischen sengenden Sonne gedeutet, andere jedoch bringen ihn auch mit dem nordbritannischen Kriegsgott Belatucadros in Verbindung, dessen Name auch als „Balatocadros“ oder „Balatocairos“ auftaucht.
Balor gilt als analog mit der kymrischen Sagengestalt Ysbaddaden Pencawr.

## Primäre Quellen
- Cath Maige Tuired, ins Englische übersetzt: The Second Battle of Mag Tuired, Handschrift Harleian MS 5280 in der British Library, London, Text im Rahmen des CELT-Projekts
- Annalen der vier Meister mit dem Eintrag M3330.1.